# Chilumena baehrorum
Chilumena baehrorum is een spinnensoort in de taxonomische indeling van de mierenjagers (Zodariidae).
Het dier behoort tot het geslacht Chilumena. De wetenschappelijke naam van de soort werd voor het eerst geldig gepubliceerd in 1995 door Rudy Jocqué.